# Exermont
Exermont es una comuna francesa situada en el departamento de Ardenas, en la región de Gran Este.

## Demografía
| 62 | 56 | 53 | 49 | 38 | 32 | 35 |
| Para los censos de 1962 a 1999 la población legal corresponde a la población sin duplicidades (Fuente: INSEE [Consultar]) |    |    |    |    |    |    |